# Czystka
Czystka – w polityce – potoczne określenie oznaczające usunięcie niepożądanych osób z zajmowanych przez nie stanowisk.
Czystki to usuwanie części elit rządzących lub kierujących różnymi strukturami państwa (wojsko, policja, rząd) przez monarchów lub dyktatorów. Charakteryzuje je masowość oraz bezwzględność. Najczęstszą motywacją do ich przeprowadzania jest obsesyjna podejrzliwość władcy czy przywódcy i chęć wyeliminowania domniemanych wrogów.
Największe czystki, skutkujące przemocą i fizyczną eksterminacją, miały miejsce w maoistowskich Chinach, za rządów Adolfa Hitlera w Niemczech (Noc długich noży, Noc kryształowa, Polenaktion) i Józefa Stalina w ZSRR (wielki terror).